# Agrial
 (novembre 2013).
Agrial est un groupe coopératif agricole et agroalimentaire français créé le 21 juin 2000 par la fusion de trois coopératives : Agralco, Coop can et Orcal. Il compte 12 000 agriculteurs adhérents et près de 21 200 employés. Le groupe Agrial se positionne aujourd’hui parmi les chefs de file des groupes coopératifs agricoles en France.
Des agriculteurs de l'ouest de la France adhèrent à cette coopérative. Son activité de transformation agroalimentaire se développe en Europe et aux États-Unis,.

## Histoire

### Les origines
C'est à la fin du XIXe siècle que sont créés les syndicats d'agriculteurs. En 1910, une loi définit les statuts des coopératives agricoles et c'est à partir de cette époque que l'histoire d'Agrial se construit. Les coopératives de Ducey et la CASAM (Coopérative d'approvisionnement et de service des agriculteurs de la Manche) furent les premières coopératives créées, au début des années 1910 par les agriculteurs laitiers de la Manche. Dans l'Orne et le Calvados, les premières coopératives céréalières (CPB, CPB Falaise, CARL Crulai, Tilly) apparaissent dans les années 1930. De mêmes, les maraîchers créèrent un peu plus tard, en 1942 la coopérative légumière de Créances.
Par la suite, ces coopératives vont se multiplier dans tous ces domaines comme VDS (Manche), CLTP (Mayenne) et COVAL (Orne), pour le lait et les légumes dans les années 1950-1960 et Cop Can (1967) et CA3P (1970) pour les approvisionnements.

### Les regroupements
Le début des années 1990 est marqué par le regroupement de plusieurs coopératives légumières dans Prim'co (1989), par la création d'Orcal (1990) et la création d'Agralco (1992), cette dernière est née de la fusion de la CASAM (Coopérative d'approvisionnement et de services des agriculteurs de la Manche) et de la Coopérative des Trois Provinces (Normandie, Bretagne et Maine) .Au cours de la dernière décennie qui précède la création d'Agrial, on notera d'une part l'accélération des réformes de la politique agricole commune (réforme de 1992, puis Agenda 2000) et d'autre part, dans le même temps, on continue d'enregistrer une diminution constante du nombre d'agriculteurs en France et dans l'Ouest.
Ces évolutions ont amené les coopératives agricoles françaises à se restructurer afin d'assurer leur pérennité et de conforter leurs capacités à développer de nouveaux projets, notamment dans le domaine de la transformation alimentaire.
En juin 2000, Orcal, COOP CAN et Agralco fusionnent pour donner naissance à Agrial.

### Après 2000
Depuis 2000, Agrial se diversifie dans l’industrie agroalimentaire tout en continuant de développer ses activités de production agricole. En 2000, Agrial fusionne avec la coopérative de Mortain et acquiert Vegamayor, entreprise de production et conditionnement de légumes frais en Espagne et au Portugal.
En 2004, Agrial acquiert le groupe CCLF, leader français du cidre. En 2005, Agrial acquiert la plateforme logistique LHDLD à Montélimar. En 2006, Agrial acquiert Yzet et Cofival, grossistes volailles et gibiers et de Muller et entreprise de conditionnement de légumes frais en Suisse. En 2007, la branche Boissons se diversifie avec l’acquisition de Danao.
En 2008, Agrial acquiert Créaline en France et Tallo Verde en Espagne pour sa branche Légumes. En 2009, Agrial fusionne avec la coopérative Union Set (Sarthe et Indre-et-Loire). Agrial créé la filiale Elevance spécialisée dans le matériel de traite et les équipements l’élevage. Agrial acquiert Salads To Go au Royaume-Uni et Avigros, leader de la volaille et du gibier.
En 2011, Agrial fusionne avec la coopérative Elle & Vire. Agrial acquiert Vert Frais (jeunes pousses de salades).
En 2012, Agrial créé Senagral (produits laitiers ultra frais) en partenariat avec Senoble qui cède totalement sa participation en 2014. Agrial acquiert Manzana aux États-Unis (jus, de compotes et de vinaigres de pommes), ainsi que Charcuterie Cosme et de Maître Jacques. Agrial prend une participation dans Nantial, une société de commercialisation de légumes frais. Toujours en 2012, Agrial projette de fusionner avec la coopérative Coralis (Ille-et-Vilaine) et de se rapprocher des activités laitières d’Eurial.
En mai 2016, Agrial acquiert La Fromagerie Guilloteau, entreprise située dans le département de la Loire qui compte 260 salariés et qui produit le Pavé d'Affinois et de la Rigotte de Condrieu. Après avoir fusionné les activités laitières d'Agrial et d'Eurial dans une même entreprise sous le nom d'Eurial, la coopérative normande vient d'étendre son territoire avec la fusion avec 8 coopératives françaises : Ucal en vendée, Colarena Presqu’Ile en Loire-Atlantique, Poitouraine et Chaunay de la vienne, Laiterie Coopérative du Pays de Gâtine en Deux-sèvres, Valsud dans la Drome, Monts Laits dans le Rhône, soit les 7 coopératives formant à l'origine le Groupe Eurial. Le territoire s’étend désormais sur les régions Normandie, Bretagne, Pays de la Loire, Centre Val de Loire, Aquitaine Limousin Poitou Charentes, et Auvergne Rhône Alpes. Une huitième coopérative, la  coopérative cidricole Vergers du Pays d’Auge a également rejoint le groupe avec la validation par les assemblées générales de l'ensemble de ces coopératives.
Le territoire de la coopérative agricole du groupe Agrial est situé dans l'ouest de la France. Il est sur toute la région Basse-Normandie, en Pays de la Loire (Mayenne et Sarthe, Loire-Atlantique, Vendée), en Ille-et-Vilaine et en Indre-et-Loire, en région Rhône-Alpes.
De plus, le groupe Agrial gère des sites de transformation agroalimentaire sur ce territoire ainsi que dans d’autres régions françaises et plus de 10 pays : Royaume-Uni, Irlande, Allemagne, Belgique, Luxembourg, Suisse, Espagne, Italie, Portugal, Tunisie et depuis 2012 aux États-Unis.
En 2018, le groupe voit ses ventes augmenter de 5,8 milliards d'euros grâce à de nouvelles acquisitions. Son résultat net baisse en revanche de 8,5 % à près de 58 millions d'euros.

## Activités du groupe
Répartition des 4,2 milliards d'euros de chiffre d'affaires d'Agrial en 2014 :
- Légume (21 %)
- Lait (32 %)
- Amont (25 %)
- Distribution rurale (7 %)
- Volailles et viandes (7 %)
- Boissons (5 %)
- Machinisme (2 %)
- Semence (1 %)

### Activités agricoles

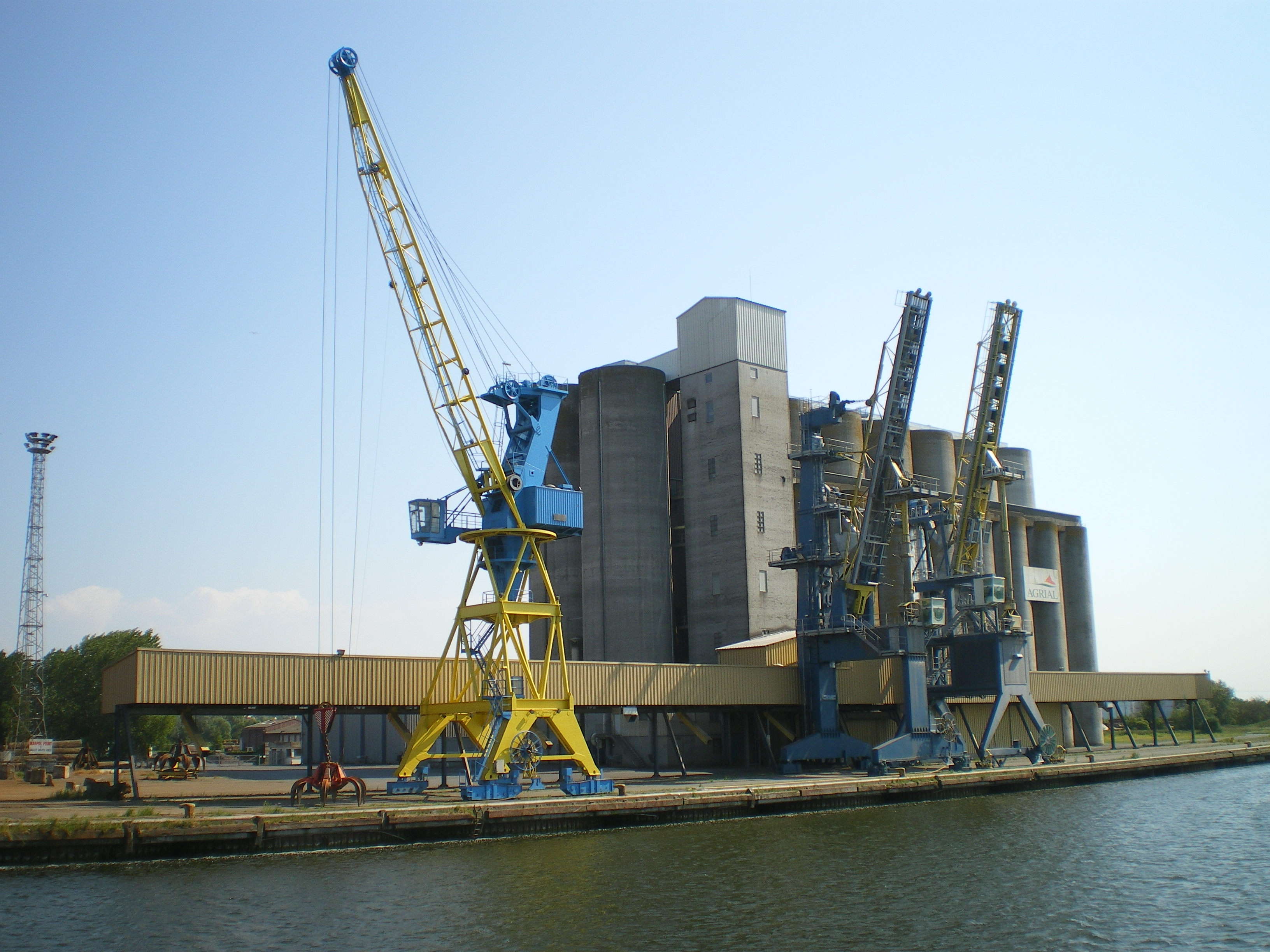
Les silos portuaire à céréales d'Agrial sur le quai de Blainville-sur-Orne (Port de Caen-Ouistreham)

En 2012, les activités agricoles du groupe Agrial s'organisent en quatre branches :

#### Amont
- Agrofourniture : cette activité regroupe la fourniture aux adhérents de la coopérative de fertilisants, de semences et de produits de protection des plantes et le conseil et le suivi technico-économique des adhérents[a 4].
- Nutrition animale : Agrial fabrique et commercialise des aliments composés pour les bovins, les porcs, les volailles et également les chevaux [a 5].
- Céréales : La coopérative gère un dispositif important de collecte, de séchage et de stockage réparti sur l’ensemble de son territoire[a 6].
- Bovins, porcs et œufs :  Agrial est l’une des principales organisations de producteurs (OP) de bovins en France. La coopérative Agrial est au 6e rang français en production porcine grâce à son organisation de producteurs de porcs qui compte 450 éleveurs. Agrial est un acteur significatif de la production française d'œufs notamment en Label Rouge.

#### Semences
Agrial produit des semences de céréales, de maïs, de plantes fourragères et de colza en s’appuyant sur un réseau de 750 agriculteurs multiplicateurs.

#### Distribution rurale

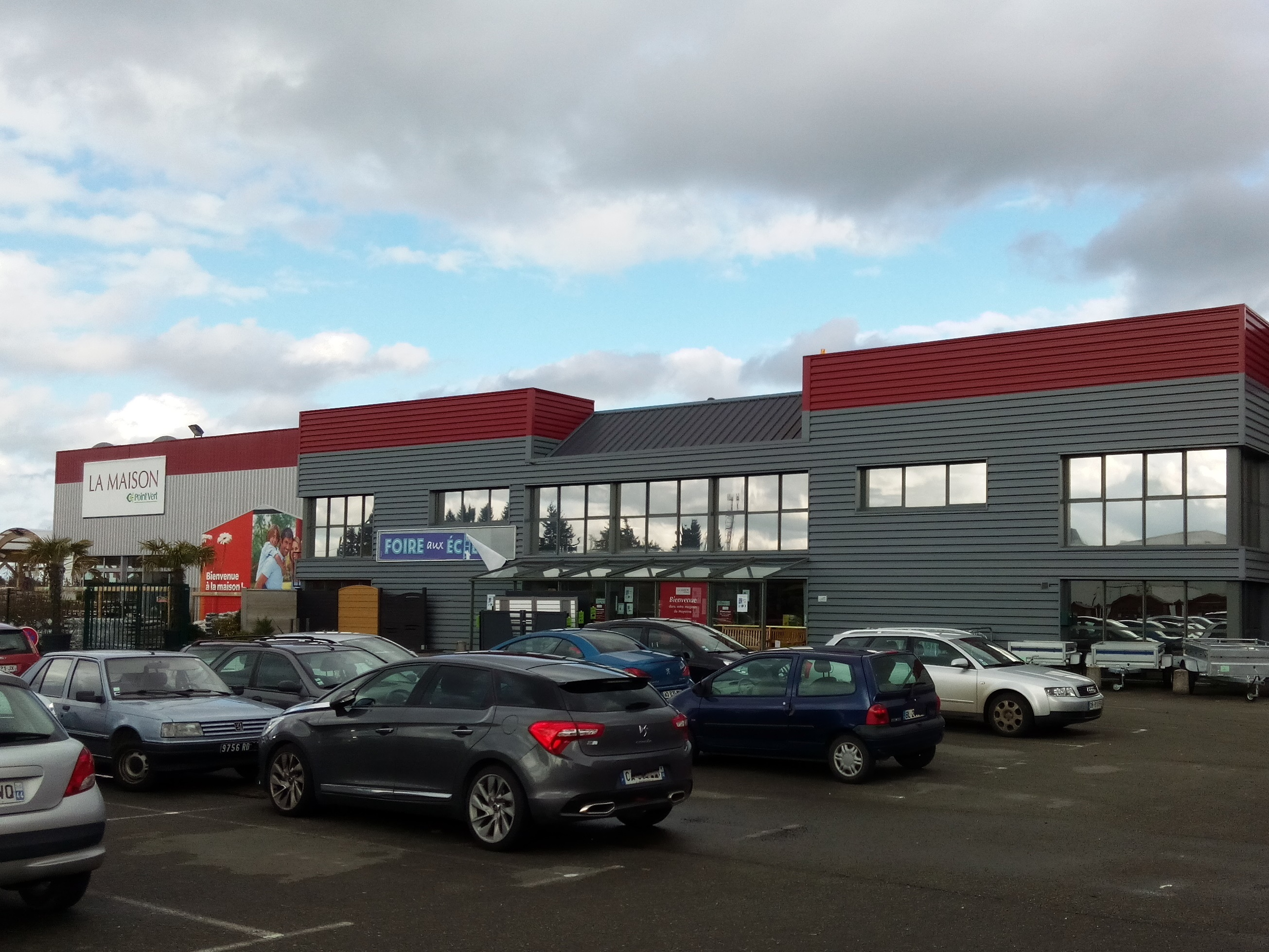
Magasin sous l'enseigne LA MAISON Point Vert (LISA)

Avec ses 230 magasins de proximité, répartis sur le territoire de la coopérative, Agrial offre l’un des premiers réseaux de distribution rurale (LISA) en France. Cette activité se décompose en deux parties : la distribution agricole à destination des adhérents et la distribution spécialisée pour le grand public (jardinerie, animalerie, bricolage, matériaux). Ses enseignes sont Magasin Vert,  Point Vert  et  La Maison Point vert. Dès mars 2019, l'ensemble de ce réseau est regroupé sous une même enseigne : LaMaison.fr. Elle s'accompagne d'une numérisation du site de vente dans une stratégie marketing de présence et de commerce dite « physioconnectée » c'est-à-dire alliant le physique (le bâtiment) au numérique (la boutique en ligne).

#### Machinisme
La branche Machinisme d’Agrial propose des produits et des services dans le domaine du machinisme agricole et des équipements d’élevage. Agrial distribue les marques Claas (société SM3), Massey Ferguson (concession SAMA) et JCB (concession V3PRO) sur une partie de son territoire et offre les services après-vente qui y sont liés. De plus, avec sa filiale Elevance, spécialisée dans le matériel de traite et les équipements d’élevage, Agrial offre aussi une gamme de machines à traire.

### Les activités agroalimentaires
Les activités agroalimentaires sont également divisées en quatre branches :

#### Légumes
La branche Légumes d’Agrial décline ses activités dans deux domaines : les légumes frais conditionnés  vendus en vrac (dits de 1re gamme), et les légumes et végétaux frais prêts à l’emploi, conditionnés le plus souvent en sachets (dits de 4e gamme). Priméale est un acteur majeur des légumes de la 1re gamme sur le marché européen. La marque produit, conditionne et commercialise des légumes frais grâce à ses 7 bassins de production en France, en Espagne et au Portugal. En 4e gamme, Florette est le leader européen des végétaux frais prêts à l’emploi. La marque est présente dans 10 pays, en France, en Espagne, au Royaume-Uni, en Suisse, en Belgique, au Portugal, en Irlande, en Allemagne, au Luxembourg et en Italie. La seconde marque d’Agrial dans les légumes 4e gamme est Créaline. L’entreprise est spécialisée dans les soupes et les purées fraîches. La gamme de produits proposée évolue tout au long de l’année en suivant le calendrier des productions maraîchères,. Le fait marquant en 2015, est le rachat de la société néerlandaise Van Oers United, spécialisée dans la production et la commercialisation de légumes frais. Cette acquisition vient renforcer un des piliers historiques du Groupe que constitue l’activité légumière autour de Florette et Priméale.

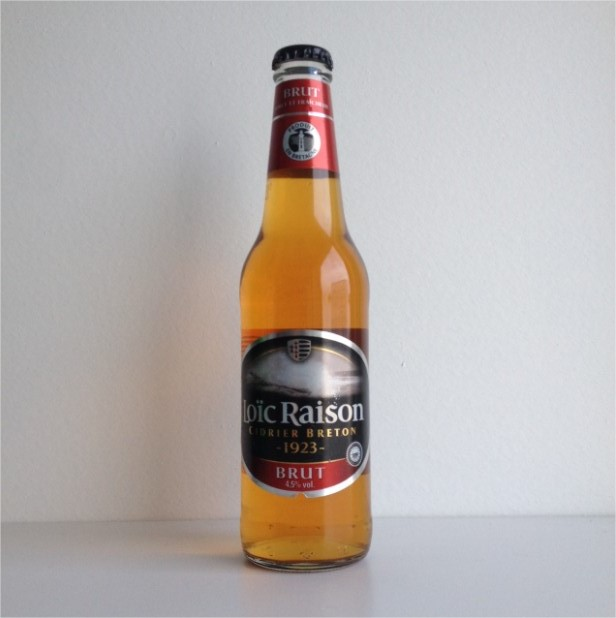
Agrial est leader français sur le marché du cidre avec la marque Loïc Raison

#### Boissons
La branche Boissons d’Agrial, Eclor Entreprise, est leader français sur le marché du cidre. Elle produit et commercialise des cidres, des jus, des limonades, des bières, et des softs drinks en France, ainsi que des compotes, du vinaigre et des jus de pommes bio depuis 2012 aux États-Unis. Le groupe possède les marques Loïc Raison, Écusson, La Mordue Kerisac ainsi que Danao,.

#### Volailles et viandes
La branche Volailles & Viandes d'Agrial regroupe différentes activités. Historiquement, la branche est spécialisée dans la production, l'abattage, la transformation et le négoce de volailles en étant le principal acteur de pavillon de la volaille à Rungis grâce à sa filiale Avigros. Elle s'appuie sur 2 sites industriels à Chailland (Mayenne) et Plumetot (Calvados). En 2012, Agrial a diversifié ces activités de volailles dans des activités de transformation de viandes de boucherie, notamment avec l'acquisition de deux entreprises, Maître Jacques et Charcuterie Cosme,.LDC et le Groupe coopératif agricole et agroalimentaire AGRIAL annoncent la signature d’un accord d’exclusivité portant sur un projet d’acquisition des activités de transformation de volailles d’AGRIAL fin octobre 2015. Le groupe restera présent auprès de ses producteurs en gardant l'organisation de la production et cède la transformation à LDC dès la signature de la cession de ses deux sites industriels, confortant ainsi sa ligne stratégique, d'être fort sur ses activités de transformation ou de céder les branches les moins efficientes.

#### Lait
La branche Lait d'Agrial comprend la production et la collecte de lait auprès des adhérents et la transformation en produits laitiers ultra-frais (Senagral) et en ingrédients pour l’industrie agroalimentaire (Délicelait). La branche Laitière du groupe fédérée depuis novembre 2015 dans Eurial, devient la deuxième coopérative laitière française avec 2,8 milliard de litres. Le groupe se développe, dans le lait de chèvres avec la marque Soignon (40 % des ménages français consomment la marque), en lait de vaches conventionnel avec la marque Grand Fermage, en lait de vaches bio avec la Marque Bionat. En mai 2016, Eurial, la branche Lait d'Agrial acquiert l'entreprise Guilloteau détentrice de la marque Pavé d'Affinois.

## Marques
- Les marques de la filière agricole : Euricap, Valdor , la Maison.fr, VO DELICE, Novalia, Biomix, Tanor, Yearly, AL terre native, Climactive, MIN U.A.B, Pops, Nutrition bas carbone.
- Les marques de la filière lait : Agrilait, Maestrella, Pavé d’affinois, Grand fermage, Les 300 laitiers & bio, Soignon, IQF by Eurial, I&N by Eurial, Rotkäppchen, Cantadora, Mélusine chèvre, Rügener Badejunge, Couturier, Fromager d’Affinois, Grüne Altenburger, Bontà Viva, La Viette. 
- Les marques de la filière légumes : Priméale, Florette, Créaline. 
- Les marques de la filière viandes : Tallec, Peguet, Maître Jacques, Brient, Salaisons du Mâconnais, La Bresse, Rocheblin, Le Père Benoît, Les Bonnes Canailles, Avigros, Gourmet exception, Reilhe Martron.
- Les marques de la filière boissons : La mordue, Kerisac, Breizh Cola, Écusson, Loïc Raison, Danao, Chardolini, BEL Normande, Malvern cider CO, Louis raison, Frosty Jack’s cider, North Coast, Knights cider, Seattle cider, Two beers browning, La passion du verger, Crumpton oaks, cidrerie de Bayeux, Bellot, Sunny Delight, Brasserie Lancelot. 

## Gouvernance
Le groupe est gouverné par un conseil d’administration composé de 30 membres élus de la coopérative, tous agriculteurs et représentants d’une région, d’une filière ou d’un groupe de producteurs agricoles. Ce conseil d’administration a pour fonction d’orienter la stratégie du groupe Agrial, prendre les décisions et contrôler les branches et les filiales. Cette stratégie est menée par un comité exécutif qui dirige le groupe Agrial. Il est composé de 11 membres dont le directeur général depuis 2009 est Ludovic Spiers.
|               | Directeurs généraux |               | Présidents du CA, |
| 2000 à 2009   | Jean Marie Meulle   | 2000 à 2012   | Gilbert Herpe     |
| 2009 à actuel | Ludovic Spiers      | 2012 à actuel | Arnaud Degoulet   |

## Données financières
Chiffre d’affaires publiés (en Millions d’euros) :
En 2017 le chiffre d’affaires du groupe Agrial a augmenté de 6,5 % par rapport à l’année précédente, pour atteindre 5,5 milliards d’euros. L’activité réalisée hors France représente 25 % du chiffre d'affaires.
En 2022, le groupe Agrial a atteint un chiffre d'affaires de 7,2 milliards d'euros, l'activité réalisée à l'international représente 32 % du chiffre d'affaires. Le chiffre d'affaires de l'année 2022 a augmenté de 15 % par rapport à l'année 2021 (chiffre d'affaires de 6 milliards d'euros).

## Mises en cause et controverses
Dans le cadre de l'établissement de la ferme des mille vaches, vu négativement par les différentes associations écologistes, ces dernières menacent de boycotter les marques Senoble et Agrial. Selon ces associations, Agrial détiendrait, avec le groupe Senoble, la coopérative Senagral, qui serait la première consommatrice du lait produit dans cette usine,.